# Marcelo Sarmiento
Marcelo Sarmiento (Córdoba, Argentina; 3 de noviembre de 1979) es un exfutbolista argentino. Jugaba como mediocampista central y su primer equipo fue Talleres de Córdoba. Su último club antes de retirarse fue Unión de Santa Fe.
Integró el plantel de Talleres de Córdoba que se consagró campeón de la Copa Conmebol en 1999. Actualmente es dueño de una fábrica de muebles.

## Clubes
| Club                   | País       | Año       |
| ---------------------- | ---------- | --------- |
| Talleres de Córdoba    | Argentina  | 1999-2002 |
| Litex Lovech           | Bulgaria   | 2002-2003 |
| Olimpo de Bahía Blanca | Argentina  | 2003-2005 |
| Argentinos Juniors     | Argentina  | 2005-2006 |
| Southampton            | Inglaterra | 2006      |
| Argentinos Juniors     | Argentina  | 2007      |
| Larissa                | Grecia     | 2007-2009 |
| Atromitos              | Grecia     | 2009-2011 |
| Unión de Santa Fe      | Argentina  | 2011-2013 |

### Estadísticas
- Actualizado al final de su carrera deportiva

| Club                         | Div.                | Temporada           | Liga | Liga | Copa Nacional | Copa Nacional | Copa Internacional | Copa Internacional | Total | Total |
| Club                         | Div.                | Temporada           | PJ   | G    | PJ            | G             | PJ                 | G                  | PJ    | G     |
| ---------------------------- | ------------------- | ------------------- | ---- | ---- | ------------- | ------------- | ------------------ | ------------------ | ----- | ----- |
| Talleres Argentina           |                     |                     |      |      |               |               |                    |                    |       |       |
| 1.ª                          | 1999/00             | ?                   | ?    | -    | -             | 0             | 0                  | ?                  | ?     |       |
| 1.ª                          | 2000/01             | ?                   | ?    | -    | -             | -             | -                  | ?                  | ?     |       |
| 1.ª                          | 2001/02             | 14                  | 0    | -    | -             | 7             | 0                  | 21                 | 0     |       |
| Total                        | Total               | 31                  | 1    | -    | -             | 7             | 0                  | 38                 | 1     |       |
| Litex Lovech Bulgaria        |                     |                     |      |      |               |               |                    |                    |       |       |
| 1.ª                          | 2002/03             | 4                   | 0    | -    | -             | 2             | 0                  | 6                  | 0     |       |
| Total                        | Total               | 4                   | 0    | -    | -             | 2             | 0                  | 6                  | 0     |       |
| Olimpo Argentina             |                     |                     |      |      |               |               |                    |                    |       |       |
| 1.ª                          | 2003/04             | 30                  | 1    | -    | -             | -             | -                  | 30                 | 1     |       |
| 1.ª                          | 2004/05             | 34                  | 0    | -    | -             | -             | -                  | 34                 | 0     |       |
| Total                        | Total               | 64                  | 1    | -    | -             | -             | -                  | 64                 | 1     |       |
| Argentinos Juniors Argentina |                     |                     |      |      |               |               |                    |                    |       |       |
| 1.ª                          | 2005/06             | 32                  | 0    | -    | -             | -             | -                  | 32                 | 0     |       |
| 1.ª                          | 2006/07             | 15                  | 0    | -    | -             | -             | -                  | 15                 | 0     |       |
| Total                        | Total               | 47                  | 0    | -    | -             | -             | -                  | 47                 | 0     |       |
| Southampton Inglaterra       |                     |                     |      |      |               |               |                    |                    |       |       |
| 2.ª                          | 2006/07             | 0                   | 0    | 4    | 0             | -             | -                  | 4                  | 0     |       |
| Total                        | Total               | 0                   | 0    | 4    | 0             | -             | -                  | 4                  | 0     |       |
| Larissa · Grecia             |                     |                     |      |      |               |               |                    |                    |       |       |
| 1.ª                          | 2007/08             | 28                  | 0    | -    | -             | 5             | 0                  | 33                 | 0     |       |
| 1.ª                          | 2008/09             | 33                  | 3    | -    | -             | -             | -                  | 33                 | 3     |       |
| Total                        | Total               | 61                  | 3    | -    | -             | 5             | 0                  | 66                 | 3     |       |
| Atromitos · Grecia           |                     |                     |      |      |               |               |                    |                    |       |       |
| 1.ª                          | 2009/10             | 28                  | 0    | -    | -             | -             | -                  | 28                 | 0     |       |
| 1.ª                          | 2010/11             | 21                  | 2    | 6    | 0             | -             | -                  | 27                 | 2     |       |
| Total                        | Total               | 49                  | 2    | 6    | 0             | -             | -                  | 55                 | 2     |       |
| Unión Argentina              |                     |                     |      |      |               |               |                    |                    |       |       |
| 1.ª                          | 2011/12             | 13                  | 0    | 0    | 0             | -             | -                  | 13                 | 0     |       |
| 1.ª                          | 2012/13             | 19                  | 0    | 1    | 0             | -             | -                  | 20                 | 0     |       |
| Total                        | Total               | 32                  | 0    | 1    | 0             | -             | -                  | 33                 | 0     |       |
| Total en su carrera          | Total en su carrera | Total en su carrera | 288  | 7    | 11            | 0             | 14                 | 0                  | 313   | 7     |

## Palmarés
| Título        | Club                | País      | Año  |
| ------------- | ------------------- | --------- | ---- |
| Copa Conmebol | Talleres de Córdoba | Argentina | 1999 |